# Тренделенбургова канила
Тренделенбургова канила такође позната и под називима тампон-канила, канила са гуменим балоном, канила са манжетном  је врста каниле за трахеотомију, која поред цеви за проток ваздуха укључуеј и балонску манжетну или тампон који има за циљ да спречи проток крви у доње дисајне путеве током операције која укључује трахеотомију. 
Ова канила постала је једноставан начин тампонаде трахеје код одређених операција са ризиком од уласка крви у трахеју, јер  је канила окружена гуменом манжетном која се може надувати по потреби и лежи уз зидове трахеје, спречавајући улазак течности, док се дисање врши преко каниле.
Све данашње каниле имају структуру скоро идентичну Тренделенбурговој канили. Временом су се мењали само коришћени материјали, а додата је и унутрашња канила, која клизи у главној канили, и може бити фенестрирана или не, у зависности од индикација. Унутрашња канила се може безбедно извући ради чишћења, без деканулације пацијента.

## Епоним
Тренделенбургова канила носи назив по Фридриху Тренделенбургу (1844–1924)  берлинском хирургу, који је 1870-тих конструисао ову канилу.

## Историја
Крајем 1860-их, једна од главних опасности ларингеалне хирургије, са или без трахеотомије, била је продирање крви и остатака ткива у дисајне путеве, што је узроковало примарну или секундарну патологију плућа, тако да су чак и релативно неинвазивне процедуре  биле неизводљиве. Превентивна трахеотомија је била консензуална, али је остало нерешено питање како ојачати канилу да би се избегао ризик од удисања крви и другог садржаја. Имајући ово на уму  Фридрих Тренделенбург је конструисао канилу са манжетном 1870. године и у свом први чланку овај нови хирушки инструмент овако описао:
...У почетку сам је намеренио само за преоперацију у напредним операцијама гркљана, усне дупље и ждрела, је сам се углавном бавио горњом ресекцијом максиле, у којој су обично примећене асфиксија и упала плућа услед аспирације крви. Након даљег искуства, мислим да би индикације за тампонирање требало проширити и да поступак може бити важнији за друге сврхе. . . Трахеја се отвара испод штитне жлезде прилично дужим резом него што је уобичајено; две каниле са тампонима се уводе кроз рез, једна нагоре и друга надоле, затим се горњи и доњи тампони наизменично надувају свака 24 сата. . . Горња канила служи за евакуацију ларингеалних течности и може бити тања од доње каниле; ако се благо савије удесно или улево у својој тачки савијања,  тако да тачка савијања пролази испред хоризонталног дела доње каниле, и онда трахеални рез не мора бити посебно велики да би могао да садржи оба. Није потребно опремати каниле штитницима, јер их тампони довољно добро држе.
Најважнији део уређаја је тампон направљен од танких еластичних гумених плоча које се лако растежу. Цеваст је,  дугачак 3-4 цм и ширине која се прилагођава када се навуче преко вертикалног дела обичне, не превише кратке трахеотомијске каниле. Има двоструке зидове, запечаћене на горњој и доњој ивици тако да затворена шупљина комуницира са малом гуменом цеви на горњој ивици тампона, која га може надувати ваздухом . Када се ваздух упусти, спољашњи зид тампона се одваја од унутрашњег зида и тампон формира дебелу еластичну манжетну у облику прстена.“ око каниле, која, када се постави у трахеју, потпуно затвара простор између каниле и зида. Када се ваздух испусти, растегнути спољни зид се поново скупља на унутрашњи зид. Мала месингана цев са херметичким вентилом се убацује у гумену цев тако да се ваздух може искључити или испустити по жељи. Надувавање користи други уређај који је једноставно балон од смоле или гуме, облика и величине колпеуринтера, опремљен цеви са врхом боје слоноваче. Врх боје слоноваче се уклапа у малу цевчицу тампона.
Тренделенбургова канила је почев од 1870-их година одиграла фундаменталну улогу у хирургији јер је омогућила хирурзима да изводе ларингеалне процедуре које раније нису могли ни да покушају због великог ризика од бронхијалне аспирације крви и ћелијских остатака. 
Ова канила је била претеча модерне балон каниле која се данас широко користи на глобалном нивоу.